# Nicklas Danielsson
Kjell Lars Nicklas Lööf Danielsson, född 7 december 1984 i Vaksala, Uppsala, är en svensk sportchef och före detta ishockeyspelare. Danielssons moderklubb är Almtuna IS. Han har tidigare bland annat spelat i klubbarna Brynäs IF, Djurgårdens IF och Modo Hockey.
Danielsson var med i svenska landslaget som tog guld under VM 2013. Under turneringen, som var hans första världsmästerskap, gjorde han 1 mål och 2 assist på 10 matcher.

## Media

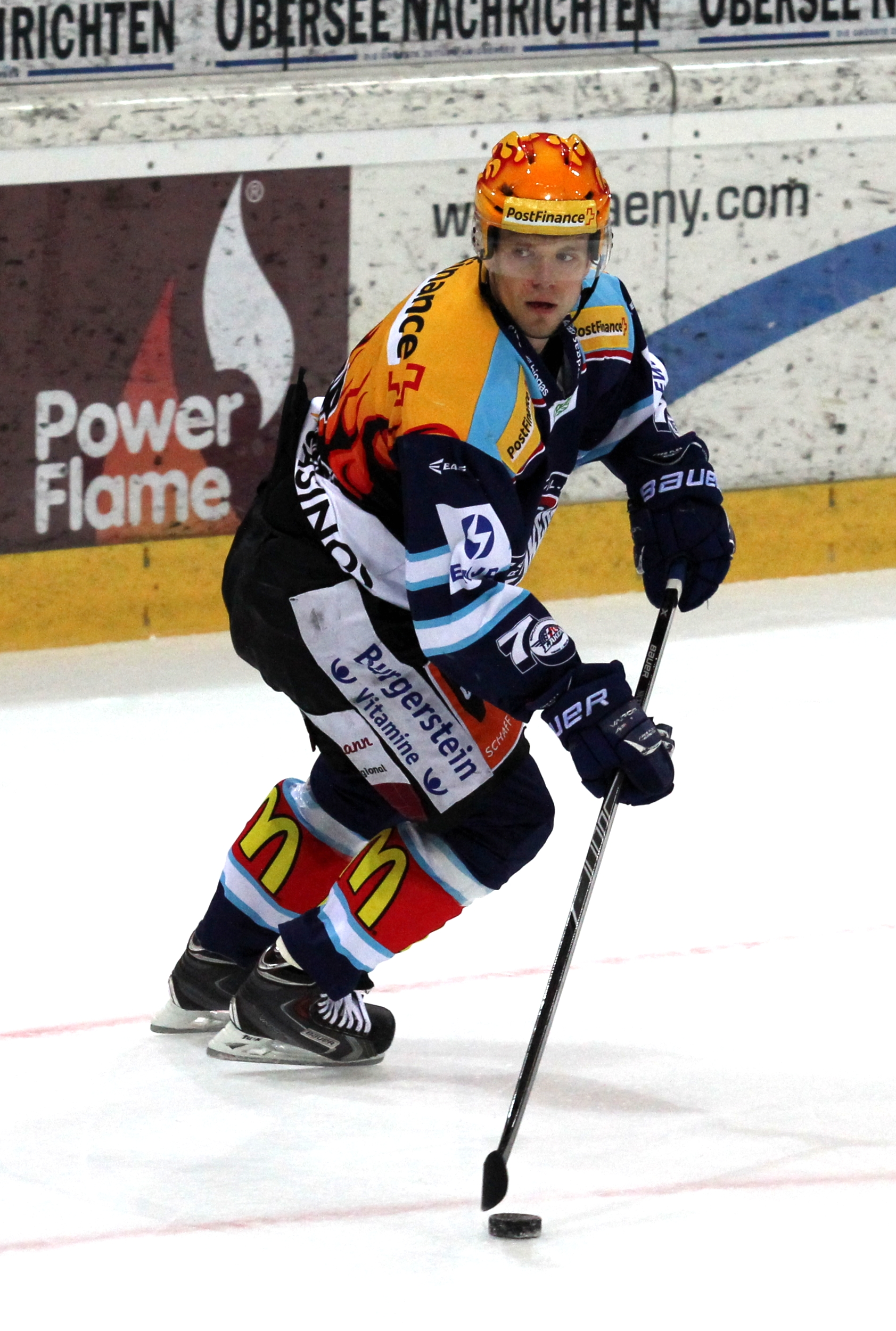
Danielsson i Rapperswil, november 2014